# 拉瑪西亞
拉瑪西亞（意为“农舍”），是西甲球队巴塞隆拿足球會的青訓營。

## 著名青訓球員
以下列舉出身於拉瑪西亞，且曾代表其国家队出场或长期为顶级联赛球会效力的球员。
| - 瓜迪奧拉（Josep Guardiola） - 域陀·華迪斯（Vicente Guaita） - 皮克（Gerard Piqué） - 普約爾（Carles Puyol） - 安德鲁·丰塔斯（Andreu Fontàs） - 法布雷加斯（Francesc Fàbregas） - 哈維（Xavier Hernandez） - 卡莱斯·布斯克茨（Carles Busquets） - 沙治奧·布斯基斯（Sergio Busquets） - 博揚（Bojan Krkić） - 路易斯·加西亞（Luis Javier García） - 维克托·桑切斯·马塔（Victor Sánchez Mata） - 費蘭度·拿華路（Fernando Navarro） - 奧利古亞（Oleguer Presas） - 塞尔吉·罗贝托（Sergi Roberto） - 塞尔吉·巴尔胡安（Sergi Barjuán） - 阿尔韦特·费雷尔（Albert Ferrer） - 阿尔韦特·塞拉德斯（Albert Celades） - 奥斯卡·加西亚（Óscar García Junyent） - 罗杰·加西亚（Roger García Junyent） - 謝拉特·盧比斯（Gerard López） - 加布里·加西亚（Gabri García） - 安东尼奥·奥尔莫（Antonio Olmo） - 何塞·比森特·桑切斯（José Vicente Sánchez） - 吉列尔莫·阿莫尔（Guillermo Amor） - 拉蒙·卡尔德雷（Ramón Calderé） - 胡安·卡洛斯·罗霍（Juan Carlos Rojo） - 帕科·克洛斯（Paco Clos） - 萨尔瓦多·加西亚（Salvador García） - 弗兰塞斯克·阿尔瑙（Francesc Arnau） - 马丁·蒙托亚（Martín Montoya） - 克里斯蒂安·特略（Cristian Tello） - 謝法倫·蘇亞雷斯（Jeffrén Suárez） - 連拿(José Manuel Reina) - 恩尼斯達（Andrés Iniesta) - 佩德羅（Pedro Rodríguez Ledesma） - 堤亞高·艾簡達拿（Thiago Alcântara） - 蘇比薩雷塔（Andoni Zubizarreta） - 迪拉彭拿（Iván De la Peña） - 弗朗西斯科·卡拉斯科（Francisco Carrasco） - 安赫尔·佩德拉萨（Ángel Pedraza） - 路易斯·米利亚（Luis Milla） - 克里斯托瓦尔·帕拉洛（Cristóbal Parralo） - 梅西（Lionel Messi） - 约尔迪·克鲁伊夫（Jordi Cruyff） - 吉奥瓦尼·多斯桑托斯（Giovani dos Santos） - 泰亞高·莫塔（Thiago Motta） - 阿尔特塔（Mikel Arteta） - 古古雷亞（Marc Cucurella） - 加维（Gavi） - 亚历杭德罗·巴尔德（Alejandro Balde） - 拉明·亚马尔（Lamine Yamal） - 保·库瓦尔西（Pau Cubarsí） - 达尼·奥尔默（Dani Olmo） |

- 粗体字 代表目前仍在为巴塞罗那足球俱乐部效力的球员。

## 外部連結
- 巴塞隆拿足球俱樂部官方網站 （页面存档备份，存于）（文）（西班牙文）（英文）（阿拉伯文）（法文）（日語）（印尼文）（葡萄牙文）（中文）（土耳其文）